# Σ

Sigma en una letra capital del Etymologicum Magnum (1499).

Sigma (en mayúscula Σ, en minúscula σ [en posición final ς]; llamada en griego antiguo σῖγμα sîgma /sîːŋ.ma/, en griego moderno σίγμα sígma /ˈsiɣ.ma/) es la decimoctava letra del alfabeto griego. La sigma minúscula tiene dos formas: al final de una palabra, se usa la forma ς; al inicio y en medio de palabra se usa la forma σ.
En la lengua griega, los fonemas [s] y [ʃ] se consideran indistintos. 
Además, en el griego moderno, al igual que otras letras del alfabeto, Σ presenta alofonía. Cuando esta letra precede a alguna de las consonantes β, γ, δ, μ, ν, ρ, adopta el fonema [z] (fricativa alveolar sonora). En algunos casos, adopta este sonido cuando precede a la letra λ.
En el sistema de numeración griega tiene un valor de 200 (Σʹ).

## Historia
La forma en zig-zag de sigma (Σ) y su posición en el alfabeto derivan de la letra fenicia shin (). No obstante, aparece  rotada respecto a su modelo fenicio (igual que otras letras griegas como alfa, gamma o lambda), además en las epigrafías antiguas aparece con un número variable de segmentos. En ocasiones sus ángulos están redondeados como en la letra S latina. 
El nombre original de sigma puede haber sido "san", pero debido a la complicada historia temprana de los alfabetos epicóricos griegos, "san" llegó a identificarse como una letra separada en el alfabeto griego, representada como Ϻ. Según Heródoto, los dorios llamaban "san" a la misma letra llamada "sigma" por los jonios. En algunos alfabetos arcaicos no aparecía sigma, sino que era san (Ϻ) la que cumplía su función, entre ellos estaban los de Corinto, Etolia, Epiro y Creta. Debido a que en estos alfabetos no estaba sigma, su forma angulosa era utilizada a veces para iota  (); mientras que para diferenciar mi de san, mi aparecía con las patas de diferente tamaño ().
Respecto al nombre, "sigma" puede continuar el nombre de la letra fenicia samekh (), la letra continuada en el griego como Ξ con el nuevo nombre "xi". Otra teoría sería que el nombre puede haber sido simplemente una innovación griega a partir del verbo 'sisear', de la raíz en griego antiguo: σίζω (sízō, del protogriego *sig-jō 'siseo').

### Variantes epigráficas
En las fuentes epigráficas arcaicas aparecen las siguientes variantes:

### Sigma lunada

El cristograma más usado en Europa del Este es Ιϲ̄ Χϲ̄ (iota, sigma, ji, sigma), Ἰησοῦς Χριστὸς, que utiliza la sigma lunada. A menudo acompañado por νικᾷ, victoria, lo que forma la frase “Jesucristo vence”.

En el griego manuscrito de la época helenística (siglos IV-III a. C.), la forma epigráfica de Σ se simplificó como una C, que también se ha encontrado en las monedas a partir del siglo IV a. C. Esta se convirtió en la forma estándar universal de sigma durante la antigüedad tardía y la Edad Media.
A partir de la época moderna, mayormente abandonada, se la conoce como sigma lunada (mayúscula Ϲ, minúscula ϲ), debido a su forma de media luna, aunque todavía se utiliza ampliamente en letras decorativas en Grecia, especialmente en contextos religiosos y eclesiásticos, así como en algunas ediciones impresas modernas de textos griegos clásicos.
La sigma lunada con punto (sigma periestigmenon, Ͼ) fue utilizada por Aristarco de Samotracia (220-143 a. C.) como signo editorial para indicar que la línea marcada como tal está en una posición incorrecta. Del mismo modo, una sigma invertida (antisigma, Ͻ), marca una línea fuera de lugar. Una antisigma con punto (antisigma periestigmenon, Ͽ) indica una línea después de la cual deben hacerse reordenamientos, o a lecturas variantes de prioridad incierta.
Las formas de la letra del alfabeto copto "sima" (Ⲥ; siglo II a. C. ) y de la del alfabeto cirílico "es" (С; siglo IX d. C.) derivan de la sigma lunada.

## Uso
En el sistema de numeración griega tiene un valor de 200 (σʹ).
La mayúscula Σ se usa como símbolo para:
- Sumatorio.
- Un cierto alfabeto de un lenguaje, u otro objeto dependiente de un alfabeto. Expresado en términos matemáticos, p. ej., "el lenguaje definido por el alfabeto Σ = {a, b, c}".

La minúscula σ se usa como símbolo para:
- Desviación estándar
- Varianza (σ²)
- Conductividad eléctrica
- Constante de Stefan-Boltzmann
- Función sigma
- Densidad superficial de carga
- Factor transcripcional sigma de la RNApolimerasa en Bacterias
- Tensor de tensiones (σ)
- Tensión normal
- Tensión superficial
- Enlace sigma
- Elasticidad de sustitución (Microeconomía)

## Unicode
- Griego[13]

| Carácter      | Σ                          | Σ                          | σ                        | σ                        | ς                              | ς                              | Ϲ                                 | Ϲ                                 | ϲ                         | ϲ                         |
| ------------- | -------------------------- | -------------------------- | ------------------------ | ------------------------ | ------------------------------ | ------------------------------ | --------------------------------- | --------------------------------- | ------------------------- | ------------------------- |
| Unicode       | GREEK CAPITAL LETTER SIGMA | GREEK CAPITAL LETTER SIGMA | GREEK SMALL LETTER SIGMA | GREEK SMALL LETTER SIGMA | GREEK SMALL LETTER FINAL SIGMA | GREEK SMALL LETTER FINAL SIGMA | GREEK CAPITAL LUNATE SIGMA SYMBOL | GREEK CAPITAL LUNATE SIGMA SYMBOL | GREEK LUNATE SIGMA SYMBOL | GREEK LUNATE SIGMA SYMBOL |
| Codificación  | decimal                    | hex                        | decimal                  | hex                      | decimal                        | hex                            | decimal                           | hex                               | decimal                   | hex                       |
| Unicode       | 931                        | U+03A3                     | 963                      | U+03C3                   | 962                            | U+03C2                         | 1017                              | U+03F9                            | 1010                      | U+03F2                    |
| UTF-8         | 206 163                    | CE A3                      | 207 131                  | CF 83                    | 207 130                        | CF 82                          | 207 185                           | CF B9                             | 207 178                   | CF B2                     |
| Ref. numérica | &#931;                     | &#x3A3;                    | &#963;                   | &#x3C3;                  | &#962;                         | &#x3C2;                        | &#1017;                           | &#x3F9;                           | &#1010;                   | &#x3F2;                   |
| Ref. entidad  | &Sigma;                    | &Sigma;                    | &sigma;                  | &sigma;                  | &sigmaf;                       | &sigmaf;                       |                                   |                                   |                           |                           |
| DOS Greek     | 145                        | 91                         | 169                      | A9                       | 170                            | AA                             |                                   |                                   |                           |                           |
| DOS Greek-2   | 207                        | CF                         | 236                      | EC                       | 237                            | ED                             |                                   |                                   |                           |                           |
| Windows 1253  | 211                        | D3                         | 243                      | F3                       | 242                            | F2                             |                                   |                                   |                           |                           |
| TeX           | \Sigma                     | \Sigma                     | \sigma                   | \sigma                   | \varsigma                      | \varsigma                      |                                   |                                   |                           |                           |

| Carácter      |                                            |                                            | ͻ                                        | ͻ                                        | Ͼ                                        | Ͼ                                        | ͼ                                      | ͼ                                      | Ͽ                                                 | Ͽ                                                 | ͽ                                               | ͽ                                               |
| ------------- | ------------------------------------------ | ------------------------------------------ | ---------------------------------------- | ---------------------------------------- | ---------------------------------------- | ---------------------------------------- | -------------------------------------- | -------------------------------------- | ------------------------------------------------- | ------------------------------------------------- | ----------------------------------------------- | ----------------------------------------------- |
| Unicode       | GREEK CAPITAL REVERSED LUNATE SIGMA SYMBOL | GREEK CAPITAL REVERSED LUNATE SIGMA SYMBOL | GREEK SMALL REVERSED LUNATE SIGMA SYMBOL | GREEK SMALL REVERSED LUNATE SIGMA SYMBOL | GREEK CAPITAL DOTTED LUNATE SIGMA SYMBOL | GREEK CAPITAL DOTTED LUNATE SIGMA SYMBOL | GREEK SMALL DOTTED LUNATE SIGMA SYMBOL | GREEK SMALL DOTTED LUNATE SIGMA SYMBOL | GREEK CAPITAL REVERSED DOTTED LUNATE SIGMA SYMBOL | GREEK CAPITAL REVERSED DOTTED LUNATE SIGMA SYMBOL | GREEK SMALL REVERSED DOTTED LUNATE SIGMA SYMBOL | GREEK SMALL REVERSED DOTTED LUNATE SIGMA SYMBOL |
| Codificación  | decimal                                    | hex                                        | decimal                                  | hex                                      | decimal                                  | hex                                      | decimal                                | hex                                    | decimal                                           | hex                                               | decimal                                         | hex                                             |
| Unicode       | 0                                          | U+0000                                     | 891                                      | U+037B                                   | 1022                                     | U+03FE                                   | 892                                    | U+037C                                 | 1023                                              | U+03FF                                            | 893                                             | U+037D                                          |
| UTF-8         | 0                                          | 00                                         | 205 187                                  | CD BB                                    | 207 190                                  | CF BE                                    | 205 188                                | CD BC                                  | 207 191                                           | CF BF                                             | 205 189                                         | CD BD                                           |
| Ref. numérica | &#0;                                       | &#x0;                                      | &#891;                                   | &#x37B;                                  | &#1022;                                  | &#x3FE;                                  | &#892;                                 | &#x37C;                                | &#1023;                                           | &#x3FF;                                           | &#893;                                          | &#x37D;                                         |

- Copto

| Carácter      | Ⲥ                          | Ⲥ                          | ⲥ                        | ⲥ                        |
| ------------- | -------------------------- | -------------------------- | ------------------------ | ------------------------ |
| Unicode       | COPTIC CAPITAL LETTER SIMA | COPTIC CAPITAL LETTER SIMA | COPTIC SMALL LETTER SIMA | COPTIC SMALL LETTER SIMA |
| Codificación  | decimal                    | hex                        | decimal                  | hex                      |
| Unicode       | 11428                      | U+2CA4                     | 11429                    | U+2CA5                   |
| UTF-8         | 226 178 164                | E2 B2 A4                   | 226 178 165              | E2 B2 A5                 |
| Ref. numérica | &#11428;                   | &#x2CA4;                   | &#11429;                 | &#x2CA5;                 |

- Matemáticas

| Carácter      | ∑               | ∑               | 𝚺                               | 𝚺                               | 𝛔                             | 𝛔                             | 𝛓                                   | 𝛓                                   | 𝛴                                 | 𝛴                                 | 𝜎                               | 𝜎                               |
| ------------- | --------------- | --------------- | ------------------------------- | ------------------------------- | ----------------------------- | ----------------------------- | ----------------------------------- | ----------------------------------- | --------------------------------- | --------------------------------- | ------------------------------- | ------------------------------- |
| Unicode       | N-ARY SUMMATION | N-ARY SUMMATION | MATHEMATICAL BOLD CAPITAL SIGMA | MATHEMATICAL BOLD CAPITAL SIGMA | MATHEMATICAL BOLD SMALL SIGMA | MATHEMATICAL BOLD SMALL SIGMA | MATHEMATICAL BOLD SMALL FINAL SIGMA | MATHEMATICAL BOLD SMALL FINAL SIGMA | MATHEMATICAL ITALIC CAPITAL SIGMA | MATHEMATICAL ITALIC CAPITAL SIGMA | MATHEMATICAL ITALIC SMALL SIGMA | MATHEMATICAL ITALIC SMALL SIGMA |
| Codificación  | decimal         | hex             | decimal                         | hex                             | decimal                       | hex                           | decimal                             | hex                                 | decimal                           | hex                               | decimal                         | hex                             |
| Unicode       | 8721            | U+2211          | 120506                          | U+1D6BA                         | 120532                        | U+1D6D4                       | 120531                              | U+1D6D3                             | 120564                            | U+1D6F4                           | 120590                          | U+1D70E                         |
| UTF-8         | 226 136 145     | E2 88 91        | 240 157 154 186                 | F0 9D 9A BA                     | 240 157 155 148               | F0 9D 9B 94                   | 240 157 155 147                     | F0 9D 9B 93                         | 240 157 155 180                   | F0 9D 9B B4                       | 240 157 156 142                 | F0 9D 9C 8E                     |
| Ref. numérica | &#8721;         | &#x2211;        | &#120506;                       | &#x1D6BA;                       | &#120532;                     | &#x1D6D4;                     | &#120531;                           | &#x1D6D3;                           | &#120564;                         | &#x1D6F4;                         | &#120590;                       | &#x1D70E;                       |
| Ref. entidad  | &sum;           | &sum;           |                                 |                                 |                               |                               |                                     |                                     |                                   |                                   |                                 |                                 |

| Carácter      | 𝜍                                     | 𝜍                                     | 𝜮                                      | 𝜮                                      | 𝝈                                    | 𝝈                                    | 𝝇                                          | 𝝇                                          | 𝝨                                          | 𝝨                                          |
| ------------- | ------------------------------------- | ------------------------------------- | -------------------------------------- | -------------------------------------- | ------------------------------------ | ------------------------------------ | ------------------------------------------ | ------------------------------------------ | ------------------------------------------ | ------------------------------------------ |
| Unicode       | MATHEMATICAL ITALIC SMALL FINAL SIGMA | MATHEMATICAL ITALIC SMALL FINAL SIGMA | MATHEMATICAL BOLD ITALIC CAPITAL SIGMA | MATHEMATICAL BOLD ITALIC CAPITAL SIGMA | MATHEMATICAL BOLD ITALIC SMALL SIGMA | MATHEMATICAL BOLD ITALIC SMALL SIGMA | MATHEMATICAL BOLD ITALIC SMALL FINAL SIGMA | MATHEMATICAL BOLD ITALIC SMALL FINAL SIGMA | MATHEMATICAL SANS-SERIF BOLD CAPITAL SIGMA | MATHEMATICAL SANS-SERIF BOLD CAPITAL SIGMA |
| Codificación  | decimal                               | hex                                   | decimal                                | hex                                    | decimal                              | hex                                  | decimal                                    | hex                                        | decimal                                    | hex                                        |
| Unicode       | 120589                                | U+1D70D                               | 120622                                 | U+1D72E                                | 120648                               | U+1D748                              | 120647                                     | U+1D747                                    | 120680                                     | U+1D768                                    |
| UTF-8         | 240 157 156 141                       | F0 9D 9C 8D                           | 240 157 156 174                        | F0 9D 9C AE                            | 240 157 157 136                      | F0 9D 9D 88                          | 240 157 157 135                            | F0 9D 9D 87                                | 240 157 157 168                            | F0 9D 9D A8                                |
| Ref. numérica | &#120589;                             | &#x1D70D;                             | &#120622;                              | &#x1D72E;                              | &#120648;                            | &#x1D748;                            | &#120647;                                  | &#x1D747;                                  | &#120680;                                  | &#x1D768;                                  |

| Carácter      | 𝞂                                        | 𝞂                                        | 𝞁                                              | 𝞁                                              | 𝞢                                                 | 𝞢                                                 | 𝞼                                               | 𝞼                                               | 𝞻                                                     | 𝞻                                                     |
| ------------- | ---------------------------------------- | ---------------------------------------- | ---------------------------------------------- | ---------------------------------------------- | ------------------------------------------------- | ------------------------------------------------- | ----------------------------------------------- | ----------------------------------------------- | ----------------------------------------------------- | ----------------------------------------------------- |
| Unicode       | MATHEMATICAL SANS-SERIF BOLD SMALL SIGMA | MATHEMATICAL SANS-SERIF BOLD SMALL SIGMA | MATHEMATICAL SANS-SERIF BOLD SMALL FINAL SIGMA | MATHEMATICAL SANS-SERIF BOLD SMALL FINAL SIGMA | MATHEMATICAL SANS-SERIF BOLD ITALIC CAPITAL SIGMA | MATHEMATICAL SANS-SERIF BOLD ITALIC CAPITAL SIGMA | MATHEMATICAL SANS-SERIF BOLD ITALIC SMALL SIGMA | MATHEMATICAL SANS-SERIF BOLD ITALIC SMALL SIGMA | MATHEMATICAL SANS-SERIF BOLD ITALIC SMALL FINAL SIGMA | MATHEMATICAL SANS-SERIF BOLD ITALIC SMALL FINAL SIGMA |
| Codificación  | decimal                                  | hex                                      | decimal                                        | hex                                            | decimal                                           | hex                                               | decimal                                         | hex                                             | decimal                                               | hex                                                   |
| Unicode       | 120706                                   | U+1D782                                  | 120705                                         | U+1D781                                        | 120738                                            | U+1D7A2                                           | 120764                                          | U+1D7BC                                         | 120763                                                | U+1D7BB                                               |
| UTF-8         | 240 157 158 130                          | F0 9D 9E 82                              | 240 157 158 129                                | F0 9D 9E 81                                    | 240 157 158 162                                   | F0 9D 9E A2                                       | 240 157 158 188                                 | F0 9D 9E BC                                     | 240 157 158 187                                       | F0 9D 9E BB                                           |
| Ref. numérica | &#120706;                                | &#x1D782;                                | &#120705;                                      | &#x1D781;                                      | &#120738;                                         | &#x1D7A2;                                         | &#120764;                                       | &#x1D7BC;                                       | &#120763;                                             | &#x1D7BB;                                             |